# 荷蘭的克里斯蒂娜公主
荷蘭的克里斯蒂娜公主（荷蘭語：Christina der Nederlanden，1947年2月18日—2019年8月16日），荷蘭朱麗安娜女王的幼女。
由於朱麗安娜在懷孕時感染了風疹，克里斯蒂娜出生時近乎失明；後來她的父母成功找到治療方法，讓她的視力改善至能夠正常生活的狀態。成年后，克里斯蒂娜在美国纽约担任音乐教师，并与一名古巴裔神父结婚。

## 家庭
1975年，克里斯蒂娜與豪爾赫·吉勒摩結婚。豪爾赫是古巴家庭出身，1960年因革命移居美國。由於丈夫是天主教徒，克里斯蒂娜放棄了王位繼承權。兩人共有2子1女：
- 貝納多·吉勒摩（1977年—）
- 尼古拉·吉勒摩（1979年—）
- 朱麗安娜·吉勒摩（1981年—）